# Bitva v zálivu Vella
Bitva v zálivu Vella byla jednou z námořních bitev druhé světové války v Pacifiku mezi japonským a americkým námořnictvem. Odehrála se v noci ze 6. na 7. srpna 1943 mezi ostrovy Kolombangara a Vella Lavella v Šalomounových ostrovech.
Po vítězství v bitvě u ostrova Kolombangara a dalších třech úspěšných Tokijských expresech (19. července, 22. července a 1. srpna) vyplul 6. srpna 1943 další Tokijský expres s 850 muži a 50 tunami zásob ke Kolombangaře. Velením byl pověřen kapitán Kadžú Sugiura a skupina byla složena z torpédoborců Hagikaze, Araši, Šigure a Kawakaze.
Tento konvoj však byl zpozorován hlídkovým letadlem a proto proti němu večer 6. srpna vyrazila skupina TG 31.2 pod velením kapitána Fredericka Moosbruggera složená z torpédoborců Dunlap, Craven, Maury, Lang, Sterett a Stack.
V 23:33 zachytily Moosbruggerovy torpédoborce radarový kontakt. Po lekci v nočním boji, kterou Američané utrpěli v bitvě u Tassafarongy se Moosbrugger místo dělostřelecké palby rozhodl použít torpédový útok. Dříve, než si Japonci všimli amerických lodí, byly torpédoborce Hagikaze, Araši a Kawakaze zasaženy torpédy a začaly se potápět. Torpédoborci Šigure se podařilo uniknout a bezpečně doplul do Rabaulu. S potopenými japonskými torpédoborci se potopilo také více než  200 námořníků. Jen asi 300 mužů dokázalo doplavat na ostrov Vella Lavella odkud byli později dopraveni na Kolombangaru. Američané neutrpěli žádnou ztrátu.